# Un uomo da rispettare (romanzo)
Un uomo da rispettare  (حضرة المحترم) è un romanzo del 1975 dello scrittore egiziano Nagib Mahfuz.

## Trama
Un giovane di famiglia povera si laurea e per tutta la vita persegue l'obiettivo di diventare il direttore generale del settore della pubblica amministrazione in cui è stato assunto. A questo sacrifica ogni suo desiderio e passione, soprattutto quella di avere una relazione affettiva stabile su cui costruire una famiglia e di avere dei figli. Quand'è vicino al suo obiettivo di carriera, ormai più che maturo, cede al desiderio di sposarsi e lo fa con la prostituta da cui era stato per molti anni della sua vita.

## Edizioni
- Un uomo da rispettare, collana Nuova narrativa Newton, traduzione di M. Luger, Newton Compton Editori, 2007.